# Forró eletrônico
O forró eletrônico ou forró estilizado é um subgênero do forró originado no início da década de 1990, que procura mesclar elementos tradicionais do forró com outros gêneros musicais, adotando fortes influências da pop, do rock, do sertanejo, do axé music e da lambada, mas não discernindo a base original do ritmo. Enquanto a instrumentação do chamado forró pé-de-serra, como zabumba e o triângulo perdiam espaço, instrumentos eletrônicos e de sopro ganharam proeminência, além de uma cadência fortemente influenciada pela lambada. Não existe, contudo, uma definição acadêmica sobre em que consiste e quais as distinções entre o forró eletrônico e o tradicional.

## Origens
Não há consenso quanto ao momento exato em que o forró eletrônico tenha se separadado do forró tradicional, contudo sabe-se que o ritmo tem origem na cidade de Fortaleza, dentro da cultura noturna e de festas em casas de show da capital e do interior do estado. Antes do surgimento dessa bandas, artistas como  Jorge de Altinho, Alcymar Monteiro, Alípio Martins e José Orlando já haviam iniciado experimentações com a inserção de bateria,  guitarra elétrica e o baixo elétrico. Mas foi a explosão da lambada em meados dos anos 1980 que modificou por completo o ritmo, trazendo um balanço mais cadenciado ao forró tradicional. As chamadas bandas-bailes, conjuntos que tocavam vários estilos musicais em uma mesma noite, passaram a tocar todos no ritmo que se assemelhava a lambada.
Uma artista que representou uma ruptura significativa entre o estilo  tradicional e o chamado "moderno", foi Eliane. Conhecida como "a rainha do forró", ela trouxe o romantismo da música pop, as letras pueris e a sensualidade feminina nunca antes vista e abordada no gênero tradicional.

## Críticas
O forró eletrônico tem sido alvo de críticas severas. Geralmente enquadrado na chamada cultura de massa, não apenas pelos ouvintes mais conservadores, mas também por artistas de forró tradicional. A modernização das letras, o constante apelo à sexualidade e a intensa apologia a bebidas alcoólicas, ao frequente uso de novas tecnologias e o uso de versões são denunciados como algumas das características que pesam contra.

De certa forma, o forró eletrônico está para o forró como o sertanejo universitário está para a música caipira, e ambos compartilham o desdém de serem considerados estilos bregas por muitos dos admiradores dos estilos tradicionais de que se derivavam. Regis Tadeu em sua crítica para o Yahoo! disse que 
| “ | [nada] é aproveitável. Do tal 'funk' ao 'pagode xexelento (...) do sertanejo "universitário (...)" ao tal 'forró eletrônico', o que se vê e ouve é [um] tsunami de lixo musical inédito na história da música brasileira. | ” |

Em 2011 o músico Chico César que na época era secretário de cultura do município de João Pessoa causou polêmica ao dizer que o município não iria contratar bandas de forró eletrônico para a sua tradicional festa junina referindo-se a elas como "bandas de plástico".  O termo foi considerado preconceituoso e a postura adotada foi vista como segregacionista e excludente por músicos e fãs.

## Cronologia:
- 1984: Luiz Gonzaga introduz no seus discos bateria, guitarra, baixo e outros instrumentos elétricos. (Ainda dentro dos padrões do forró original)
- 1990-1994: Mastruz com Leite, Banda Aquárius, Cavalo de Pau, Mel com Terra e Banda Styllus são as primeiras do nordeste a difundir o novo conceito de forró, cujas canções falavam de vaquejada;
- 1995-1999: Bandas como Magníficos, Calcinha Preta, Limão com Mel, Banda Líbanos , Caviar com Rapadura e Brucelose introduzem uma linha mais romântica no forró e exportam o ritmo para fora do Nordeste, se apresentando em programas da mídia de massa de São Paulo, a exemplo de Raul Gil, gerando imenso mercado para a música com base no acordeon.
- 2000-2004: A banda Brasas do Forró vem com o estilo forronerão, que mescla forró com elementos do sul do país. Surgimento de novas bandas como Moleca 100 Vergonha, Mala 100 Alça, Tropykália, Gatinha Manhosa, Desejo de Menina, Forró Saborear, Aviões do Forró e Garota Safada. Surge também o forró universitário com o Falamansa, com a volta do puro forró pé-de-serra.
- 2005-2009: O forró muda radicalmente. Suas letras, que antes falavam de amor e de vaquejadas, dão mais espaço ao apelo sexual e ao consumo de álcool. Bandas como Saia Rodada, Forró Real e Forró do Muído, evidenciaram isso. Cresce acentuadamente o número de novas bandas e das canções de duplo sentido.
- 2010-2017: Wesley Safadão e Aviões do Forró foram as referências do novo modelo de forró contemporâneo.
- 2018-2022: A pisadinha, que também é conhecida pela sua derivação piseiro, se torna popular como uma nova vertente do forró misturado com o funk. A banda Barões da Pisadinha e o cantor Vitor Fernandes, são os expoentes desse novo subgênero do forró.
- 2023-atualmente: "Nascem" os apaixonados e nostálgicos pelo "Forró das Antigas", a volta de bandas antigas a quais fizeram sucesso, movimento em prol do forró romântico, ascensão de bandas como Desejo de Menina, Calcinha Preta, Limão com Mel e etc...